# Linn (Missouri)
Linn – miasto w Stanach Zjednoczonych, w stanie Missouri, w hrabstwie Osage.